# みらい建設グループ
みらい建設グループ（みらいけんせつグループ）は、みらい建設工業、みらいジオテック、テクノマリックスなどを傘下に持っていた建設関連の持株会社。

## 沿革
- 1947年3月26日　伊東組として設立。
- 1949年6月　商号を日東建設に変更。
- 1995年2月7日　東証2部に上場（証券コード:1792）。
- 1996年9月　東証1部に指定替え。
- 1997年
  - 8月19日　大都工業（証券コード:1891）が会社更生法の適用を申請
  - 11月20日　大都工業が上場廃止になる。
- 1999年10月1日　日東建設が大都工業を吸収合併し、商号を日東大都工業に変更。
- 2002年4月1日　三井不動産建設を子会社化し、みらい建設グループに商号変更。
- 2007年
  - 9月27日　民事再生法の適用を申請。
  - 10月28日　上場廃止。
- 2008年6月3日 資本金の100%減資の認可が確定。減資前の資本金は42億8074万円[1]。

## 民事再生手続開始の申立ての経緯等
官公庁工事受注の減少や羽田空港拡張工事の進捗遅れの影響や受注単価の下落に伴い収益が悪化し、2007年3月期に約69億円の大幅最終赤字を計上。スポンサーによる増資交渉を進めてきたが、増資交渉が難航したため、自主再建を断念し民事再生法の適用を申請した。
2008年3月21日、高松建設グループ（現：髙松コンストラクショングループ）がスポンサーとなり、グループの内の「みらい建設工業」および「みらいジオテック」は青木あすなろ建設、「テクノマリックス」は青木マリーンのそれぞれ100%子会社となった。なお、「株式会社みらい建設グループ」本体は高松建設グループの支援から外れている。
（「沿革」と業界シェアは別であることに注意。創業者利益を残していたのは合併後の経営者から大都工業ともいわれる。）